# Điện phân nước

Sơ đồ thiết bị điện phân nước

Điện phân nước là quá trình phân hủy nước (H2O) thành oxy (O2) và khí hydro (H2) nhờ dòng điện được truyền qua nước. Các phản ứng có một điện thế tiêu chuẩn là -1,23V. Kỹ thuật này có thể được sử dụng để làm nguyên liệu hydro (khí hydro) và oxy thở; Mặc dù hiện nay hầu hết các phương pháp công nghiệp làm cho nhiên liệu hydro từ khí tự nhiên.

## Lịch sử

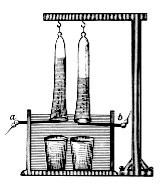
Thiết bị do Johann Wilhelm Ritter phát minh để phát triển điện phân nước

Jan Rudolph Deiman và Adriaan Paets van Troostwijk đã sử dụng, năm 1789, một chiếc máy điện tĩnh điện để thải điện trên các điện cực vàng trong bình Leyden với nước. Năm 1800 Alessandro Volta phát minh ra pin Volta, và một vài tuần sau đó, William Nicholson và Anthony Carlisle đã sử dụng nó cho việc điện phân nước. Khi Zénobe Gramme phát minh ra máy Gramme năm 1869, điện phân đã trở thành một phương pháp rẻ tiền để sản xuất hydro. Một phương pháp công nghiệp tổng hợp của hydro và oxy thông qua điện phân được phát triển bởi Dmitry Lachinov năm 1888.

## Nguyên lý
Một nguồn điện một chiều được kết nối với hai điện cực, hoặc hai tấm (thường được làm từ một số kim loại trơ như bạch kim, thép không gỉ hoặc iridium) được đặt trong nước. Hydro sẽ xuất hiện ở cực âm (electron đi vào nước), và oxy sẽ xuất hiện ở cực dương. Giả sử hiệu quả là lý tưởng, số lượng hydro tạo ra gấp đôi lượng oxy, và cả hai đều tỷ lệ thuận với tổng lượng điện được thực hiện bởi dung dịch. Tuy nhiên, trong nhiều tế bào cạnh tranh phản ứng phụ xảy ra, dẫn đến các sản phẩm khác nhau và ít hơn so với kết quả lý tưởng.